# Bạo lực sắc tộc ở Manipur 2023
Bạo lực sắc tộc ở Manipur 2023 là một cuộc xung đột sắc tộc đang diễn ra giữa những người Meitei không thuộc bộ tộc và những người Kuki bộ tộc Kitô giáo tại Bang Manipur ở miền Đông Bắc Ấn Độ. Bạo lực bùng phát vào ngày 3 tháng 5 năm 2023, đã làm ít nhất 54 người thiệt mạng. Bạo lực bắt đầu tại huyện Churachandpur trong "Cuộc diễu hành đoàn kết các bộ tộc" do Tổng hội sinh viên bộ tộc Manipur (ATSUM) tổ chức để phản đối việc chính phủ trao đặc quyền cho cộng đồng đa số Người Meitei.
Lực lượng từ Assam Rifles và Quân đội Ấn Độ đã được triển khai tại bang để phục hồi trật tự. Dịch vụ Internet tại bang đã bị đình chỉ trong 5 ngày và Điều 144 của Bộ luật Hình sự Ấn Độ đã được áp dụng. Quân đội Ấn Độ được ban hành lệnh "bắn tại chỗ" để thi hành lệnh giới nghiêm.

## Bối cảnh
Vào tháng 2 năm 2023, chính quyền Đảng BJP đã bắt đầu một chiến dịch di dời ở các huyện Churachandpur, Kangpokpi và Tengnoupal, tuyên bố những người dân sống trong rừng là người xâm chiếm đất đai, điều này bị coi là chống lại các bộ tộc. Vào tháng 3 năm 2023, 5 người bị thương trong một cuộc xung đột bạo lực tại Thomas Ground ở huyện Kangpokpi, nơi các người biểu tình tập hợp để tổ chức một cuộc biểu tình chống lại "xâm chiếm đất đai của các bộ tộc dưới danh nghĩa rừng dự trữ, rừng bảo vệ và khu bảo tồn động vật hoang dã". Trong cùng tháng, Hội đồng bộ trưởng Manipur đã rút khỏi thỏa thuận đình chỉ hoạt động ngừng bắn với Quân đội Quốc gia Kuki và Quân đội Cách mạng Zomi. Hội đồng bộ trưởng bang tuyên bố rằng chính quyền sẽ không nhượng bộ đối với "những bước đi nhằm bảo vệ tài nguyên rừng của chính quyền bang và tiêu diệt nạn trồng thuốc phiện".
Vào ngày 11 tháng 4 năm 2023, tại khu định cư bộ tộc của Imphal, ba nhà thờ đã bị phá hủy vì bị cho là "công trình vi phạm pháp luật" trên đất của chính quyền, điều này dẫn đến sự bất mãn và kích thích thêm căng thẳng giữa hai bên.
Vào ngày 20 tháng 4 năm 2023, một thẩm phán đơn độc của Tòa án cao nhất Manipur đã yêu cầu chính quyền bang "xem xét yêu cầu của cộng đồng Meitei để được bao gồm trong danh sách các bộ tộc được lên lịch (ST)". Người Kuki lo sợ rằng việc cấp tình trạng ST sẽ cho phép người Meitei mua đất ở các khu vực núi cấm.
Người Meitei, chủ yếu theo đạo Hindu và chiếm 53% dân số, bị cấm định cư ở các khu vực đồi núi của bang theo Đạo luật Cải cách đất đai của Manipur, giới hạn họ sống tại Thung lũng Imphal, chiếm 10% diện tích đất của bang. Dân tộc, bao gồm người Kuki và người Naga, chiếm khoảng 40% trong tổng số 3,5 triệu dân của bang, sống trong các khu vực đồi núi được bảo tồn và bảo vệ chiếm 90% còn lại của bang. Dân tộc không bị cấm định cư ở vùng thung lũng.
Người Meitei ở bang nghi ngờ rằng có sự gia tăng đáng kể về dân tộc bản địa trong bang không thể giải thích bằng sinh tự nhiên. Họ đã yêu cầu áp dụng Quốc gia Đăng ký Cư trú (NRC) trong bang để xác định nhập cư bất hợp pháp từ Myanmar. Người Kuki nói rằng nhập cư bất hợp pháp là một cái cớ dưới đó dân Meitei muốn đuổi dân tộc khỏi đất đai của họ. Trong khi người Kuki chiếm đa số quyền sở hữu đất đai, người Meitei chiếm ưu thế về quyền lực chính trị trong Đại hội đại biểu dân cử Manipur, nơi họ kiểm soát 40/60 ghế.
Những tranh chấp về đất đai và nhập cư bất hợp pháp đã là nguyên nhân chính gây căng thẳng trong nhiều thập kỷ. Theo chuyên gia phân tích xung đột Jaideep Saikia, sự Công giáo hoá nhanh chóng của dân tộc bản địa Manipur đã đóng góp vào khoảng cách văn hóa xã hội giữa hai nhóm dân tộc trong bang.

## Tổng quan
Thủ hiến bang Manipur, ông N. Biren Singh, đã có kế hoạch đến thăm Churachandpur và khai trương một phòng tập thể dục công cộng vào ngày 28 tháng 4. Trước khi lễ khai trương diễn ra, vào ngày 27 tháng 4, người biểu tình đã đốt cháy phòng tập thể dục. Điều 144 của Luật hình sự Ấn Độ được áp dụng trong 5 ngày và cảnh sát đã xảy ra va chạm với người biểu tình vào ngày 28 tháng 4. Tại Manipur, lệnh giới nghiêm đã được áp dụng trên tám huyện, bao gồm cả huyện Imphal West không thuộc địa bàn của dân tộc và các huyện Kakching, Thoubal, Jiribam và Bishnupur, cũng như các huyện Churachandpur, Kangpokpi và Tengnoupal thuộc vùng địa bàn của dân tộc.

### Bạo động
Trong bối cảnh căng thẳng kéo dài giữa người Meitei và người Kuki, một tổ chức Kuki có tên Liên hiệp Sinh viên tộc người Manipur (ATSUM), phản đối quyết định của Tòa án cao nhất Manipur, đã kêu gọi một cuộc diễu hành mang tên "Cuộc diễu hành đoàn kết dân tộc" vào ngày 3 tháng 5, đã leo thang thành bạo động tại huyện Churachandpur. Theo báo cáo, hơn 60.000 người biểu tình đã tham gia cuộc diễu hành này.
Trong lúc bạo lực xảy ra vào ngày 3 tháng 5, các căn nhà và nhà thờ của người dân thuộc dân tộc Kuki ở khu vực phi thổ tộc bị tấn công. Theo cảnh sát, nhiều ngôi nhà của dân tộc ở Imphal đã bị tấn công và 500 người dân phải tạm trú tại Lamphelpat. Khoảng 1.000 người Meitei bị ảnh hưởng bởi bạo lực cũng đã phải trốn khỏi khu vực và tạm trú tại Bishnupur. Hai mươi căn nhà đã bị thiêu rụi tại thành phố Kangpokpi. Bạo lực đã diễn ra ở Churachandpura, Kakching, Canchipur, Soibam Leikai, Tenugopal, Langol, Kangpokpi và Moreh trong khi chủ yếu tập trung ở thung lũng Imphal, trong đó có nhiều nhà, địa điểm tôn giáo và tài sản bị đốt cháy và phá hủy.
Vào ngày 4 tháng 5, đã có thêm những vụ bạo lực được báo cáo. Lực lượng cảnh sát đã phải bắn nhiều loạt đạn hơi cay để kiểm soát những kẻ bạo động. Kuki MLA Vunzjagin Valte (BJP), người đại diện cho trụ sở bộ tộc Churachandpur, bị tấn công trong cuộc bạo động khi ông trở về từ toà nhà bí mật của bang. Tình trạng của ông được cho là nguy kịch vào ngày 5 tháng 5, trong khi một người đi cùng ông đã tử vong. Kuldeep Singh, cố vấn an ninh cho Chính quyền Manipur, cho biết hơn 500 căn nhà và nhiều phương tiện đã bị đốt cháy trong cuộc bạo loạn.

### Triển khai quân sự và sơ tán
Chính quyền Manipur ban hành lệnh bắn ngay tại chỗ vào ngày 4 tháng 5. Đến cuối ngày 3 tháng 5, 55 đại đội của Lực lượng Assam và Quân đội Ấn Độ đã được triển khai trong khu vực, và đến ngày 4 tháng 5, hơn 9.000 người đã được di tản đến các địa điểm an toàn. Đến ngày 5 tháng 5, khoảng 20.000 người và đến ngày 6 tháng 5, 23.000 người đã được di tản đến các địa điểm an toàn dưới sự giám sát của quân đội. Chính phủ trung ương đã cử 5 đơn vị của Lực lượng Hành động Nhanh đến khu vực bằng đường hàng không. Gần 10.000 quân đội, lực lượng bảo vệ và Lực lượng Cảnh sát Vũ trang Trung ương đã được triển khai tại Manipur. Vào ngày 4 tháng 5, Chính phủ Liên bang đã áp đặt Điều 355, quy định bảo đảm an ninh của Hiến pháp Ấn Độ, và đảm nhiệm tình hình an ninh tại Manipur.
Nhiều tay súng chiến đấu dựa trên các khu vực đồi núi đã tấn công đơn vị Bộ đội dự bị Ấn Độ, trong đó có 5 tay súng bị tiêu diệt. Trong một cuộc đụng độ riêng biệt, 4 tay súng đã bị tiêu diệt. Theo nhà báo Moses Lianzachin, ít nhất 27 nhà thờ đã bị phá hoại hoặc đốt cháy.
Các máy bay không người lái đã được triển khai tại tiểu bang để thực hiện nhiệm vụ giám sát không gian trong khi lệnh giới nghiêm đã được nới lỏng trong một khoảng thời gian hạn chế vào sáng ngày 7 tháng 5.
Cho đến ngày 7 tháng 5, số người chết chính thức được báo cáo là 54.

## Phản ứng
Thủ hiến bang Manipur, ông N. Biren Singh cho biết rằng các cuộc bạo loạn được kích động bởi "hiểu lầm đang tồn tại giữa hai cộng đồng" và kêu gọi khôi phục trật tự bình thường.
Shashi Tharoor, một Thượng nghị sĩ, đã kêu gọi áp đặt quyền của Tổng thống và chỉ trích chính phủ được lãnh đạo bởi đảng BJP, cho rằng họ đã thất bại trong việc quản lý bang.
Peter Machado, Tổng Giám mục Đô thị Bangalore, đã bày tỏ sự quan tâm rằng cộng đồng Kitô giáo đang phải cảm thấy bất an, thêm vào đó là "mười bảy nhà thờ đã bị phá hoại, xúc phạm hoặc bị làm ô uế".
Vận động viên đoạt huy chương Olympic Mary Kom, người gốc Manipur, đã đăng một thông điệp trên Twitter kêu gọi sự giúp đỡ cho quê hương của mình. Bộ trưởng Nội vụ Amit Shah của Chính phủ Liên minh đã hủy các chương trình chiến dịch của mình cho cuộc bầu cử Karnataka và tổ chức các cuộc họp với Biren Singh để theo dõi tình hình ở Manipur.
Một nghị viên Đảng BJP, Dinganglung Gangmei, đã kiện Tòa án Tối cao của Ấn Độ đối với đề nghị của Tòa án Cao nhất cho chính quyền bang thêm người Meitei vào danh sách ST.